# Greenoripersia kaiseri
Greenoripersia kaiseri är en insektsart som beskrevs av Bodenheimer 1929. Greenoripersia kaiseri ingår i släktet Greenoripersia och familjen ullsköldlöss.
Artens utbredningsområde är Egypten. Inga underarter finns listade i Catalogue of Life.